# پامهرست (تگزاس)
پامهرست، تگزاس(به انگلیسی: Palmhurst, Texas) شهری در ایالت تگزاس از ایالات جنوبی ایالات متحده آمریکا است. در سرشماری سال ۲۰۰۰، جمعیت این شهر ۴۸۷۲ نفر اعلام شد.